# 菲利眶燈魚
菲利眶灯鱼（学名：Diaphus phillipsi）为輻鰭魚綱燈籠魚目灯笼鱼科的其中一種，分布於印度洋及太平洋熱帶及亞熱帶海域，屬深海魚類，棲息深度0-1330公尺，體長可達7.7公分。

## 扩展阅读
維基物種上的相關：菲利眶灯鱼